# Dwór w Białężycach
Dwór w Białężycach – zabytkowy ekletyczny dwór w Białężycach, wzniesiony na początku XX wieku.

## Opis
Dwór wybudowano na planie prostokąta, składa się z parterowego korpusu głównego, z piętrową wystawką, gankiem w elewacji frontowej oraz bocznych piętrowych skrzydeł. Wszystko ozdobione półokrągłymi, falistymi szczytami. W okresie międzywojennym majątek z zabudowaniami gospodarczymi należał do Franciszka Opielińskiego. W 1926 liczył 259 ha. Po II wojnie światowej przeznaczony na mieszkania komunalne. Dwór otacza park krajobrazowy z XIX wieku.

Fasada dworu w Białężycach